# Néa Ellinikí Radiofonía, 'Internet kai Tileórasi
Néa Ellinikí Radiofonía, 'Internet kai Tileórasi (řecky Νέα Ελληνική Ραδιοφωνία, Ίντερνετ και Τηλεόραση, zkráceně NERIT, řecky ΝΕΡΙΤ) byla veřejnoprávní vysílatel v Řecku.
Byla nástupcem zaniklého vysílatele Ellinikí Radiofonía Tileórasi (řecky Ελληνική Ραδιοφωνία Τηλεόραση, zkráceně ERT, řecky ΕΡΤ). Vysílání bylo zahájeno roku 2014, ale hned o rok později bylo zase ukončeno kvůli ERT, která byla zase vzkříšena.